# HD149650
HD149650 — хімічно пекулярна зоря спектрального класу A1, що має видиму зоряну величину в смузі V приблизно  5,8.
Вона  розташована на відстані близько 335,6 світлових років від Сонця.

## Фізичні характеристики
Зоря HD149650 обертається 
досить швидко 
навколо своєї осі. Проєкція її екваторіальної швидкості на промінь зору становить  Vsin(i)=102км/сек.